# Deportivo Cali
Az Asociación Deportivo Cali egy kolumbiai labdarúgóklub, melynek székhelye Cali. Az első osztályban szerepelnek, és ez idáig tíz alkalommal szerezték meg a bajnoki címet, egy alkalommal pedig a nemzeti kupát.

## A fő rivális
A Deportivo Cali hosszú ideje rivalizál a szintén Cali-beli Américával: klasszikus rangadójuk neve Clásico Vallecaucano. A két klub sokáig közös stadionban, a Pascual Guerreróban játszotta hazai meccseit. Az első összecsapásra 1931-ben került sor, amikor a Deportivo 1-0 arányban győzedelmeskedett. A profi érában először 1948-ban játszott egymással a két csapat. Az első mérkőzést az América nyerte, a visszavágón pedig 4-3-as Depor siker született.
- Összes lejátszott mérkőzés: 314 (2017 végéig)
  - Deportivo Cali-győzelem: 120
  - América-győzelem: 93
  - Döntetlen: 101

### Játékoskeret
| #  |     | Poszt | Név                    |
| -- | --- | ----- | ---------------------- |
| 1  | COL | K     | Luis Hurtado           |
| 2  | COL | V     | Fainer Torijano        |
| 3  | COL | CS    | Mauricio Casierra      |
| 4  | ARG | V     | Cristian Nasuti        |
| 5  | COL | KP    | Andrés Perez           |
| 6  | COL | KP    | Juan David Cabezas     |
| 7  | PAR | CS    | Robin Ramirez          |
| 8  | COL | KP    | Gustavo Bolívar        |
| 9  | COL | CS    | Sergio Herrera         |
| 10 | COL | KP    | Carlos Lizarazo        |
| 11 | COL | CS    | Carlos Rivas           |
| 12 | COL | K     | Jaiber Cardona         |
| 13 | COL | V     | Helibelton Palacios    |
| 14 | COL | KP    | Luis Fernando Mosquera |
| 15 | COL | KP    | Jhon Viáfara           |

| #  |     | Poszt | Név                     |
| -- | --- | ----- | ----------------------- |
| 16 | COL | V     | German Mera             |
| 17 | COL | KP    | Harrison Mojica         |
| 18 | COL | V     | Frank Fabra             |
| 19 | COL | KP    | Yerson Candelo          |
| 20 | ARG | KP    | Miguel Caneo            |
| 21 | COL | V     | Victor Giraldo          |
| 22 | COL | K     | Jose Silva              |
| 23 | COL | CS    | Harold Reina            |
| 24 | COL | V     | Luis Calderon           |
| 25 | COL | CS    | Rafael Santos Borré     |
| 26 | COL | V     | Jeison Angulo           |
| 27 | COL | V     | Juan Sebastian Quintero |
| 27 | COL | KP    | Carlos Renteria         |
| 29 | COL | CS    | Miguel Murillo          |
| 30 | COL | V     | Luis Payares            |

## A klub híres játékosai
| - Pablo Batalla - Alberto de Jesús Benítez - Martin Morel - Ruben Ponce de Leon - Néstor Leonel Scotta - Jorge Aravena - Adolfo Andrade - Jairo Arboleda - Gustavo Bolívar - Víctor Bonilla - Henry Caicedo - Mayer Candelo - Mauricio Casierra - Faryd Mondragón - Miguel Calero - Oscar Cordoba - Mario Yepes - Cristián Zapata - Abel Aguilar - Luis Muriel | - Fernando Castro - Álvaro "Caracho" Domínguez - Miguel Escobar - Andrés Estrada - Hermán Gaviria - Giovanni Hernández - Carlos Mario Hoyos - Jhon Kennedy Hurtado - Edison Mafla - Cristian Marrugo - Fredy Montero - Tressor Moreno - Elkin Murillo - Jámison Olave - Willington Ortiz - Armando Osma - Ever Palacios - Oscar Alexander Pareja - Andrés Pérez - John Wilmar Pérez | - Jorge Ramírez Gallego - Bernardo Redín - Hamilton Ricard - Nelson Rivas - Hugo Rodallega - Angel María Torres - Diego Edison Umaña - Carlos Valderrama - Alexander Viveros - Blas Pérez - Darío Caballero - Jorge Amado Nunes - Robin Ramirez - Miguel Ángel Loayza - Valeriano López - Roberto Palacios - Juan Guillermo Castillo - Amaro Nadal - Juan Daniel Salaberry - Rafael Dudamel |

## Sikerlista

### Hazai
- 9-szeres kolumbiai bajnok: 1965, 1967, 1969, 1970, 1974, 1996, 1999, 2005 (Finalización), 2015 (Apertura)
- 1-szeres kupagyőztes:  2010
- 1-szeres szuperliga-győztes:  2014